# عروس کولی
عروس کولی (اسپانیایی: La novia gitana‎) یک مجموعهٔ تلویزیونی اسپانیایی به کارگردانی پاکو کابساس است که در سال ۲۰۲۲ منتشر شد.

## گزیدهٔ بازیگران
- نرئا باروس[۳]
- بیسنته رومرو[۴]
- مونیکا مارتینس[۴]
- خینس گارسیا میان[۴]
- داریو گراندینتی[۴]
- فرانسزگ گاریدو[۴]
- مونیکا استارئادو[۴]
- میگل آنخل سولا[۴]
- سائیرا رومرو[۴]
- دانیل ایبانیس[۴]
- خاویر بوتت[۴]
- روبرتو آلامو[۴]
- نوریا گونسالس[۴]
- آندرس خِرترودیکس[۴]
- مانولو کارو[۴]
- اُسکار دِ لا فوئنته[۳]